# Bosnien och Hercegovinas radiotelevision
Bosnien och Hercegovinas radiotelevision (Bosanskohercegovačka radiotelevizija BHRT) är en radio och TV organisation i Bosnien och Hercegovina. BHRT är den enda bosniska TV organisationen som är medlem i Europeiska radio- och TV-unionen.
BHRT består av tre olika public service-organisationer:
- BHRT (Radiotelevizija Bosne i Hercegovine) är en nationell public service bolag som har bildats för att driva den nationella TV-kanal (BHT1) och de nationella radio tjänsten (BH Radio 1).
- RTVFBiH (Radiotelevizija Federacije Bosne i Hercegovine) driver sina egna kanaler och frekvenser i entiteten Federationen Bosnien och Hercegovina.
- RTRS (Radiotelevizija Republike Srpske), driver sina egna kanaler och frekvenser i entiteten Republika Srpska.

1. ↑  hämtat från: tjeckiskspråkiga Wikipedia.[källa från Wikidata]